# Campanula armena
Campanula armena là loài thực vật có hoa trong họ Hoa chuông. Loài này được Steven mô tả khoa học đầu tiên năm 1812.